# Try Bennett
Try Anthony Bennett Grant (ur. 5 sierpnia 1975 w San José) – kostarykański piłkarz występujący na pozycji obrońcy.

## Kariera klubowa
Bennett karierę rozpoczynał w 1993 roku w zespole Deportivo Saprissa. W 1994 roku, a także rok później zdobył z nim mistrzostwo Kostaryki. W 1995 roku triumfował z nim także w rozgrywkach Ligi Mistrzów CONCACAF. W Saprissie grał do 1997 roku. Jego następnym klubem był CS Herediano. Jego barwy reprezentował przez 3 lata.
W 2003 roku Bennett wrócił do Deportivo Saprissa. W sezonach 2003/2004, 2005/2006 oraz 2006/2007 wywalczył z nim mistrzostwo Kostaryki, a w sezonie 2007/2008 mistrzostwo faz Invierno oraz Verano. W 2008 roku odszedł do Brujas FC. W 2009 roku zdobył z nim mistrzostwo fazy Invierno. W 2010 roku zakończył karierę.

## Kariera reprezentacyjna
W reprezentacji Kostaryki Bennett zadebiutował w 2002 roku. W 2003 roku wziął udział w Złotym Pucharze CONCACAF, zakończonym przez Kostarykę na 4. miejscu. Wystąpił na nim w spotkaniach z Salwadorem (5:2) oraz USA (2:3).
W 2004 roku został powołany do kadry na turniej Copa América. Zagrał na nim w meczach z Paragwajem (0:1) i Brazylią (1:4), a Kostaryka odpadła z rozgrywek w ćwierćfinale.
W latach 2002–2007 w drużynie narodowej Bennett rozegrał łącznie 24 spotkania i zdobył 1 bramkę.